# Ciężkie Koryto

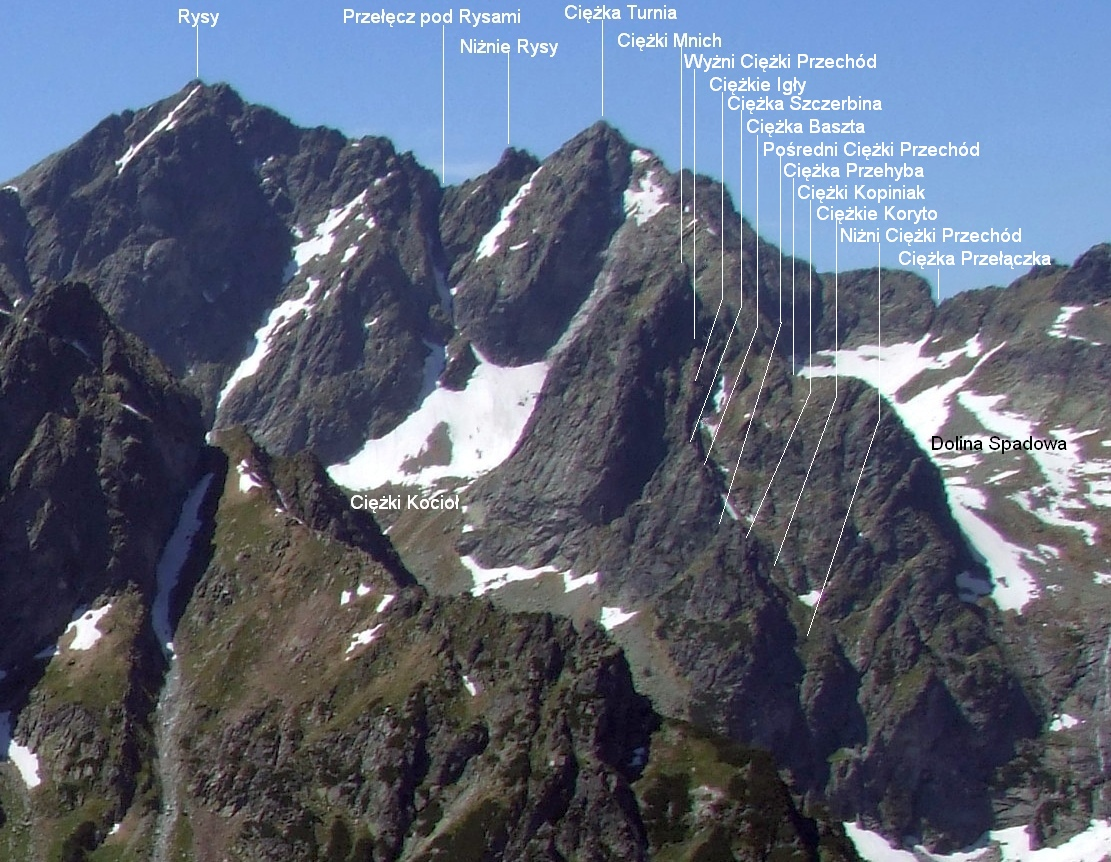
Widok z Doliny Litworowej

Ciężkie Koryto (niem. Verborgene Mulde, słow. České koryto, węg. Cseh-tavi-teknő, ok. 1910 m) – wielka depresja w bocznej, wschodniej grani Niżnich Rysów w Tatrach Słowackich. Opada od wschodniego skraju grani Ciężkiej Turni na wschód, do dolnej części Doliny Ciężkiej, dzieląc tę grań na dwa ramiona:
- północno-wschodnie, w którym znajduje się Spadowy Przechód i Ciężka Przehyba;
- południowo-wschodnie, w którym kolejno znajdują się: Wyżni Ciężki Przechód, Ciężkie Igły, Ciężka Szczerbina, Ciężka Baszta, Pośredni Ciężki Przechód, Ciężki Kopiniak i Niżni Ciężki Przechód[2].

Ciężkie Koryto zaczyna się na wschodnim końcu grani Ciężkiej Turni poniżej pionowego uskoku o wysokości około 150 m. Ciężkie Koryto jest szerokie i skalisto-trawiaste. Składa się z kilku części. W kolejności od góry w dół są to:
- głęboko wcięta, ku dołowi zwężająca się, częściowo trawiasta, częściowo płytowa depresja. Jej orograficznie lewa część jest bardziej trawiasta; trawniki dochodzą w niej do Spadowego Przechodu;
- część środkowa będąca wielkim, płytowym i średnio stromym zacięciem opadającym do piarżystego kociołka;
- pionowy, skalny i wymyty próg o wysokości około 60 m. Opada na najwyższą część piargów u wylotu Ciężkiego Koryta[2].

Autorem nazwy Ciężkiego Koryta jest Władysław Cywiński.

## Drogi wspinaczkowe
1. Ze Zmarzłego Kotła przez Niżni Ciężki Przechód i Ciężkie Koryto na Ciężką Turnię; miejscami I, 1 godz. Jest to jedna z dwóch najłatwiejszych dróg wspinaczkowych na wierzchołek Ciężkiej Turni. Witold Henryk Paryski zaleca przejście do Ciężkiego Koryta przez Wyżni Ciężki Przechód, według Władysława Cywińskiego jest to nieporozumienie. Latem prowadzący do niego żleb jest bardzo kruchy, a przejście nim to III w skali tatrzańskiej. Zaleca przejście do Ciężkiego Koryta przez Niżni Ciężki Przechód (I)[2]
2. Południowo-wschodnią granią (ze Zmarzłego Kotła na szczyt Ciężkiej Turni); III w skali tatrzańskiej, 3 godz.[2]
3. Wschodnią ścianą przez Ciężkie Koryto; II, 2 godz.